# 勒吕阿尔
勒吕阿尔（法語：Le Luart，法語發音：[lə lɥaʁ]）是法国萨尔特省的一个市镇，属于马梅尔斯区。

## 地理
勒吕阿尔（48°4'11"N, 0°35'10"E）面积12.23 平方千米，位于法国卢瓦尔河地区大区萨尔特省，该省份为法国西北部内陆省份，北起顺时针与奥恩省、厄尔-卢瓦省、卢瓦-谢尔省、安德尔-卢瓦尔省、曼恩-卢瓦尔省和马耶讷省接壤，是法国大西部的入口，连接卢瓦尔河谷、布列塔尼和巴黎盆地。
与勒吕阿尔接壤的市镇（或旧市镇、城区）包括：于讷河畔索、圣迈克桑、拉瓦雷、多隆、迪诺。
勒吕阿尔的时区为UTC+01:00、UTC+02:00（夏令时）。

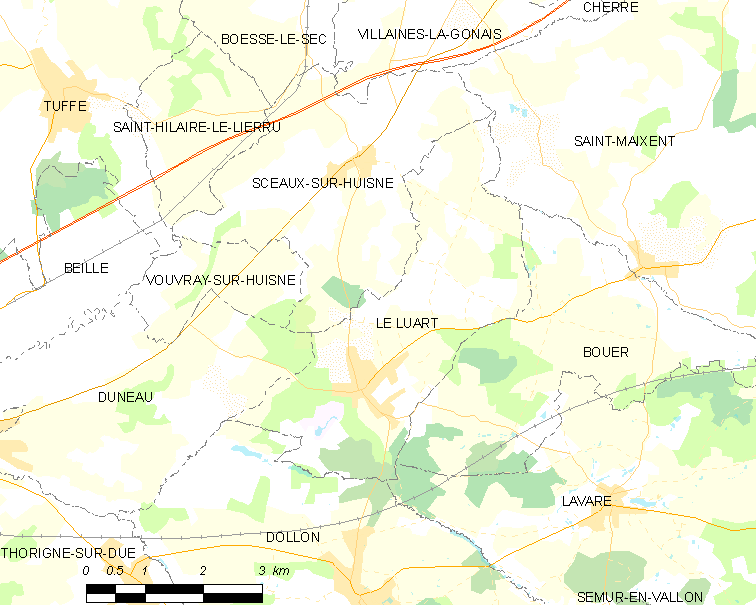
勒吕阿尔的OSM定位图

## 行政
勒吕阿尔的邮政编码为72390，INSEE市镇编码为72172。

## 政治
勒吕阿尔所属的省级选区为贝尔纳堡县。

## 人口

1962-2008年间勒吕阿尔人口变化图示

勒吕阿尔于2022年1月1日时的人口数量为1454人。